# Anthropologie et histoire des mondes antiques
Anthropologie et histoire des mondes antiques (ANHIMA) est un laboratoire de recherche sur l'Antiquité.
Il s'agit d'une unité mixte de recherche (UMR 8210) associant le CNRS, l'Université Paris 1-Panthéon-Sorbonne, l'Université Paris-Cité, l'École pratique des hautes études (EPHE) et l'École des hautes études en sciences sociales (EHESS).

## Histoire
Installé dans les locaux de l’Institut national d’histoire de l’art, à Paris, le laboratoire ANHIMA est né en 2010 de la fusion de trois entités :
- Le Centre Louis Gernet - Recherches comparées sur les sociétés anciennes (ex-UMR 8567), créé par Jean-Pierre Vernant en 1975.
- Le Centre Gustave Glotz - Recherches sur les mondes hellénistique et romain (ex-UMR 8585), fondé en 1961.
- Phéacie - Pratiques culturelles dans les sociétés grecque et romaine (ex-EA 6163).

En 2019, l'équipe ANHIMA compte environ 60 membres titulaires.

## Axes de recherche
Le laboratoire ANHIMA développe quatre axes de recherches :
1. Dynamiques religieuses des mondes anciens
2. Droit, Institutions, Sociétés
3. Identités, pratiques et représentations
4. Corpus et constitution des savoirs, archéologie

## Publications
Le laboratoire ANHIMA contribue aux revues scientifiques suivantes :
- Mètis - Anthropologie des mondes grecs et romains accessible sur le portail OpenEdition Books.
- Cahiers du Centre Gustave-Glotz accessible sur le portail Persée.
- Cahiers « Mondes Anciens » accessible sur le portail OpenEdition Journals.
- Images re-vues accessible sur le portail OpenEdition Journals, en collaboration Groupe d’Anthropologie Historique de l’Occident Médiéval, le Centre d’Histoire et Théorie des Arts et le Laboratoire d’Anthropologie Sociale.

## Bibliothèque Gernet-Glotz
La bibliothèque de recherche Gernet-Glotz couvre les sciences de l’Antiquité sur le pourtour méditerranéen du Ier millénaire av. J.-C. jusqu’à l’Antiquité tardive.
Elle dispose d'un fonds de 50 000 monographies et 450 titres de périodiques dont 120 vivants.
En 2021, elle se voit décerner le label « Collection d'excellence ».